# Giorgia (piosenkarka)
Giorgia, właśc. Giorgia Todrani (ur. 26 kwietnia 1971 w Rzymie) – włoska piosenkarka, autorka tekstów i producentka muzyczna.

## Kariera
Giorgia Todrani urodziła się w Rzymie 26 kwietnia 1971 roku. Występowała w okresie studiów w rzymskich klubach, prezentując piosenki w rytmach jazzu, bluesa i reggae. W 1993 roku wygrała nagrodę główną podczas młodzieżowej wersji Festiwalu w San Remo. W 1994 wzięła udział w wersji standardowej festiwalu z napisaną przez siebie piosenką E poi w kategorii „Nowe propozycje” (wł. Nuove proposte), zajmując siódmą lokatę. Piosenka stała się znanym we Włoszech szlagierem. W 1995 Giorgia wygrała festiwal z piosenką Come saprei. Giorgia jest obok Laury Pausini jedną z bardziej znanych we Włoszech wokalistek popowych. Występowała z Andreą Bocellim i Luciano Pavarottim.
Piosenkarka może poszczycić się kilkunastoma albumami. Jej piosenka Gocce di memoria ze ścieżki dźwiękowej filmu Okna z 2003 roku w reżyserii Ferzana Özpeteka nagrodzona została włoskim Nastro d’argento.
W 2023 roku wzięła piąty raz udział w konkursie podczas Festiwalu w San Remo z piosenką Parole dette male, zajmując szóstą lokatę. Giorgia wystąpiła w 2023 roku w filmie komediowym Scordato w reżyserii Rocco Papaleo.

## Życie prywatne
W latach 1997–2001 była związana z włoskim piosenkarzem Alexem Baroni (zm. 2002). W 2009 związała się z Emanuelem z którym ma syna Samuela (ur. 2010).

## Albumy
- Giorgia (1994)[7]
- Come Thelma & Louise (1995)[8]
- Mangio troppa cioccolata (1997)[9]
- Girasole (1999)[10]
- Senza ali (2001)[11]
- Ladra di vento (2003)[12]
- Stonata (2007)[13]
- Dietro le apparenze (2011)[2]
- Senza paura (2013)[2]
- Oronero (2016)[2]
- Pop heart (2018)[2]
- Blu¹ (2023)[2]